# Частотно-регульований привод

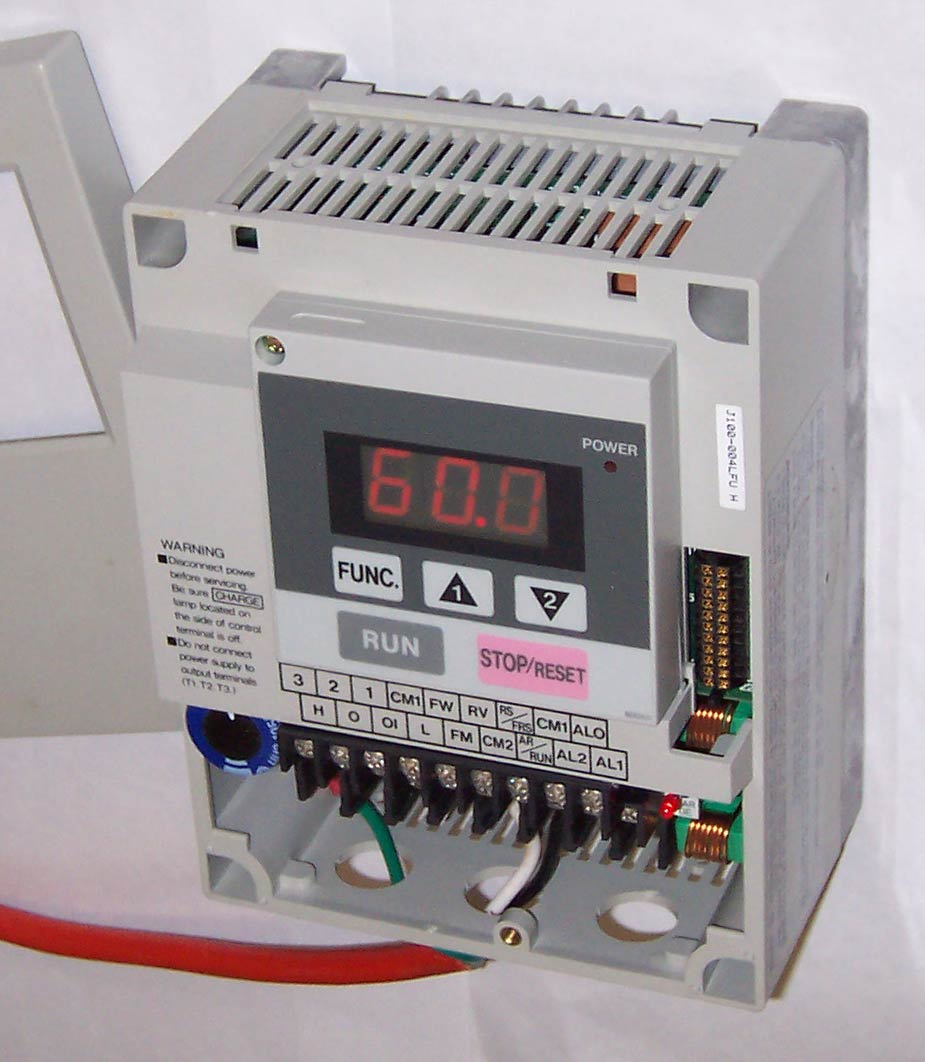
Малий частотно-регульований привод

Часто́тно-регульо́ваний при́вод — система керування швидкістю обертання електродвигуна змінного струму регулюванням частоти напруги живлення двигуна. Складається з власне електродвигуна та частотного перетворювача.
Частотно-регульовані приводи широко використовуються, наприклад, в міському електричному транспорті, системах вентиляції, насосах та верстатах.